# 鹵城県
鹵城県（ろじょう-けん）は中華人民共和国山西省にかつて存在した県。現在の忻州市繁峙県東部に相当する。
前漢により設置され、後漢により廃止された。